# Josef Václav Myslbek

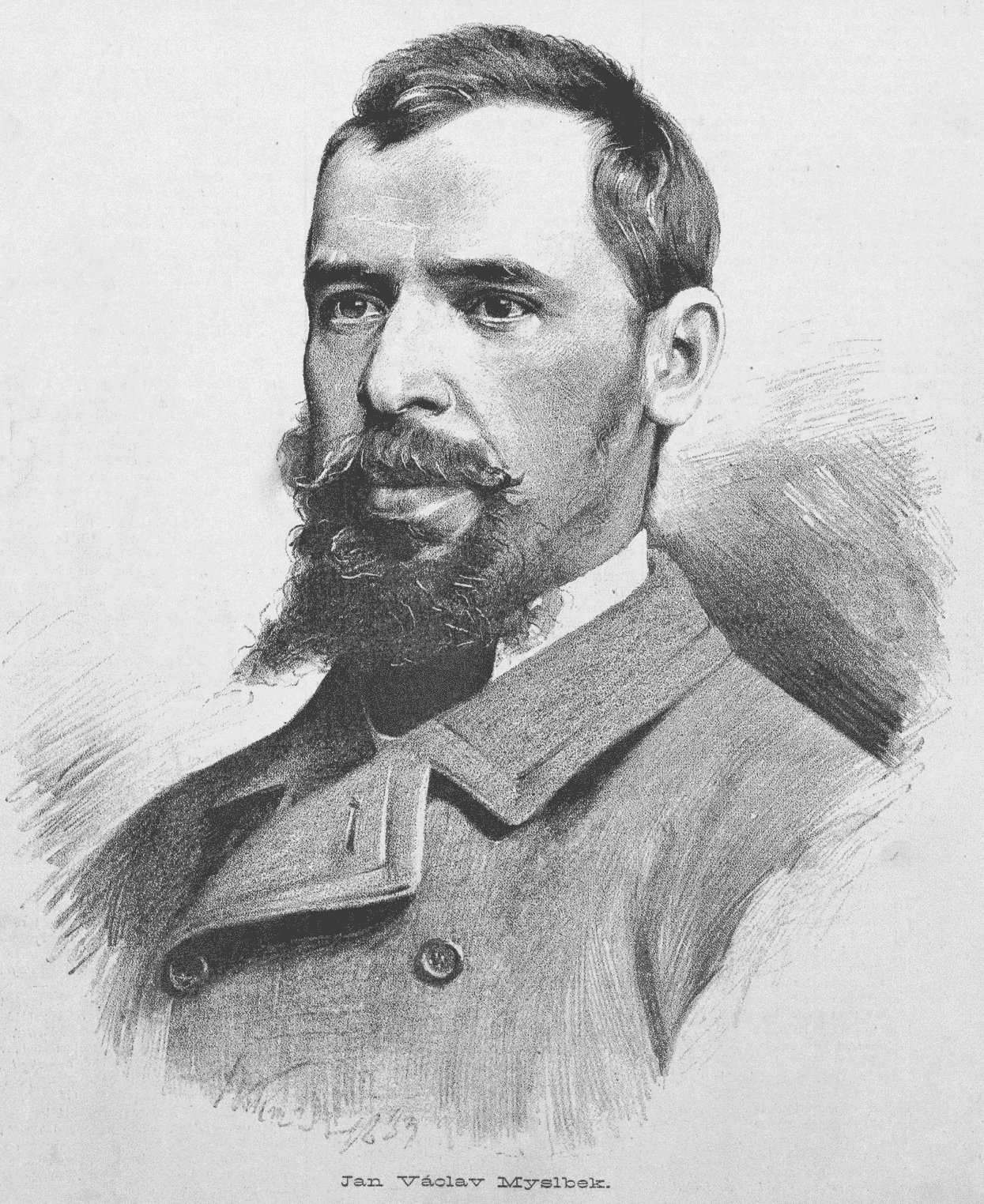
Jan Vilímek: J. V. Myslbek (1883)

Josef Václav Myslbek (* 20. Juni 1848 in Smíchov; † 2. Juni 1922 in Prag) war ein tschechischer Bildhauer, dessen Werke den politischen und kulturellen Aufstieg Böhmens nach dessen nationaler Wiedergeburt im 19. Jahrhundert widerspiegeln und im Nationaltheater Prag, am Gemeindehaus, im Veitsdom auf der Prager Burg, auf der Palacký-Brücke und auf dem Wenzelsplatz erhalten sind.

## Leben

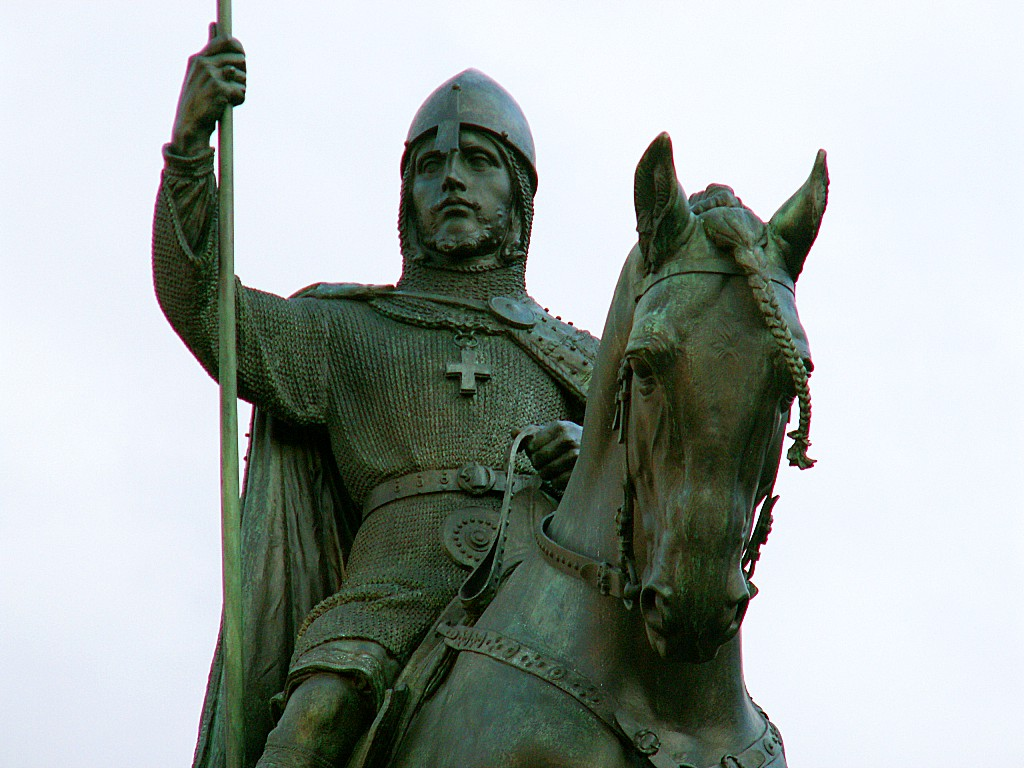
Mysbeks bekannteste Skulptur: Die Reiterstatue Heiliger Wenzel auf dem Wenzelsplatz in Prag

Josef Václav (Wenzel) Myslbek stammte aus bescheidenen Verhältnissen in dem damaligen Vorort Smíchov bei Prag und soll aus finanziellen Gründen vorzeitig die Schule verlassen und den Beruf des Buchdruckers erlernt haben. 
1861 bis 1871 absolvierte Josef Václav Myslbek ein Studium an der Prager Kunstakademie, u. a. bei J. Trankwald; zuvor und anschließend mit verlängerten Studienaufenthalte in Wien, Dresden und Paris. 1866 lernte er den Bildhauer Václav Levý kennen und war bis zu dessen Tod im Jahre 1870 sein Schüler. 1873 eröffnete er ein eigenes Atelier in Prag. Von 1885 bis 1896 war er  Professor an der Kunstgewerbeschule in Prag, der späteren Akademie für Kunst, Architektur und Design Prag und von 1896 bis 1919 Professor an der Kunstakademie von Prag. Marin Wassilew war einer seiner Schüler.
Sein Werk entwickelte sich formal vom Klassizismus bis zum Jugendstil. Seine realistischen Monumentalwerke mit ethnischem und nationalem Pathos sind seine einflussreichsten Werke.
Sein Sohn war der Maler Karel Myslbek (1874–1915).

## Ehrungen
- 1888 Goldene Staatsmedaille in Wien
- 1896 erhielt er auf der Internationalen Kunstausstellung in Berlin eine große Goldmedaille.
- 1900 Goldene Medaille der Weltausstellung in Paris
- 1905 Mitglied im Herrenhaus (Österreich)
- 2003 wurde der Asteroid (29490) Myslbek nach ihm benannt.

## Werke (Auswahl)
(Verzeichnis in V. Vovelka, 1929)
- Figurale Ausstattung am Bühneneingang des Prager Nationaltheaters
- Statuengruppe auf der Palacky-Brücke in Prag
- Figuren an der Attika des Parlaments in Wien
- Büste des Kardinalerzbischofs Friedrich zu Schwarzenberg.
- Überlebensgroße, kniende Bronzestatue des Kardinalerzbischof Friedrich zu Schwarzenberg (1809–1885) auf hohem Sockel im Umgang des Veitsdoms
- Reiterstatue des tschechischen Nationalheiligen Wenzel von Böhmen, eine fast 30 Jahre dauernde Arbeit. Das Standbild wurde 1912 am oberen Ende des Wenzelsplatzes vor dem Nationalmuseum aufgestellt und gilt als eines der wertvollsten historischen und bekanntesten Monumente der Stadt Prag
- Plastik der „Musik“ (hudba) im Foyer des Prager Nationaltheaters